# Aspredo aspredo
Aspredo aspredo är en fiskart som först beskrevs av Carl von Linné 1758.  Aspredo aspredo ingår i släktet Aspredo och familjen Aspredinidae. Inga underarter finns listade.